# 이즈모 소바

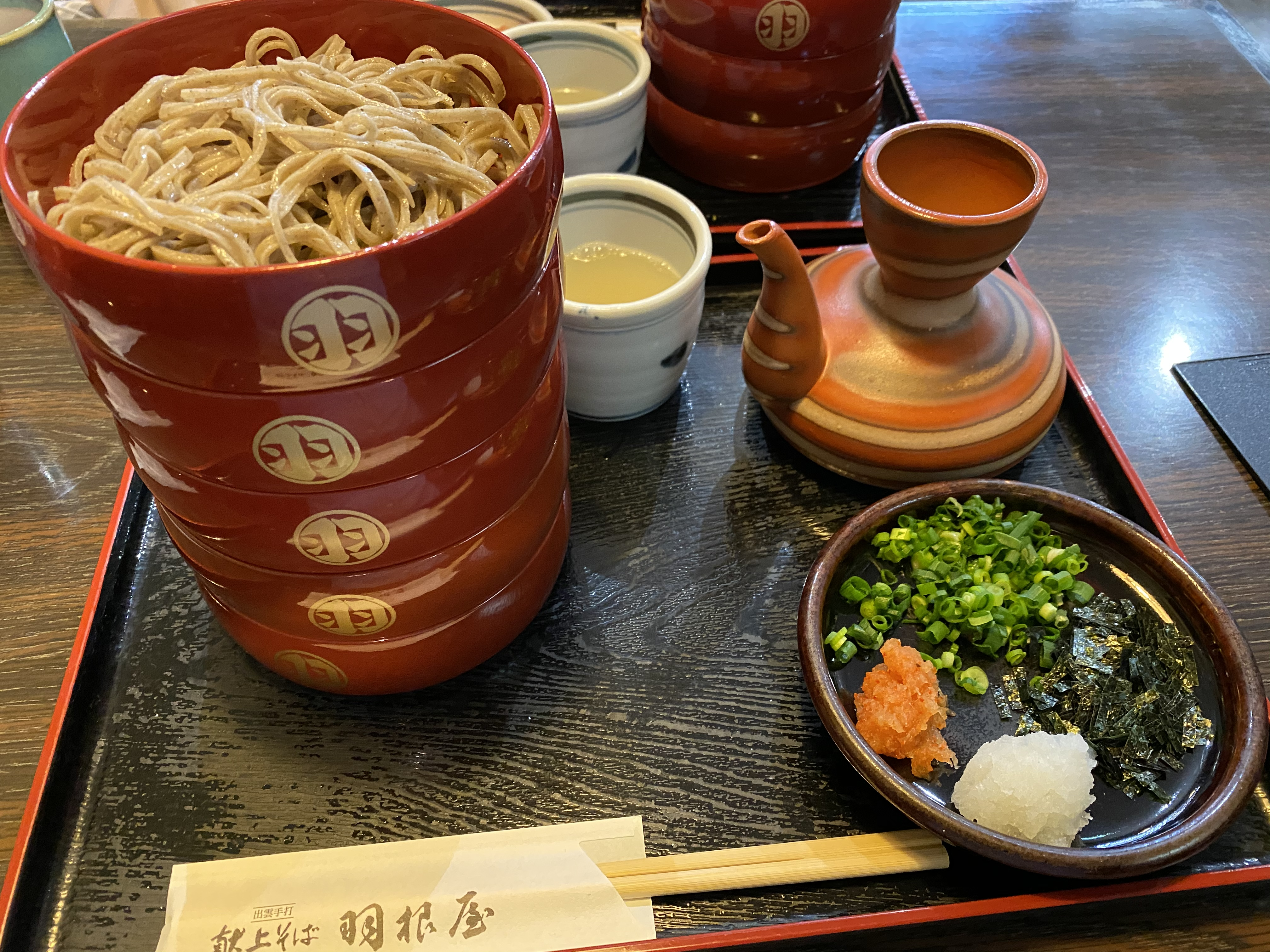
이즈모 소바, 시마네현 이즈모시의 하네야 본점

이즈모 소바(일본어: 出雲そば)는 일본 시마네현 이즈모 지역에서 먹을 수 있는 향토 소바다. 일본 3대 소바 중 하나다(다른 2개는 완코소바, 도가쿠시소바).